# Jannis Zamanduridis
Jannis Zamanduridis (ur. 18 marca 1966) – wschodnioniemiecki i następnie niemiecki zapaśnik, startujący w stylu klasycznym. Olimpijczyk z Aten 2004, gdzie zajął siódme miejsce w kategorii 66 kg.
Srebrny medalista mistrzostw świata w 1990, a trzeci w 1995. Piąty na mistrzostwach Europy w 1991. Czwarty w Pucharze świata w 1995 roku.
Pięciokrotny mistrz Niemiec w latach: 1991 i 1993 - 1996; drugi w 1992. Mistrz NRD w 1988 i 1989, a drugi w 1985 i 1986.